# Exzenterbewegung

Annähernde Exzenterbewegung einer Pleuelstange

Die Exzenterbewegung (auch Revolution) ist eine Bewegung eines Körpers, dessen Punkte sich alle mit gleicher Winkelgeschwindigkeit auf gleich großen Kreisen um verschiedene parallele Achsen drehen. Anders als bei der Rotation ändert der Körper seine Orientierung im Raum nicht. Es handelt sich um eine reine Translation.
Beispiele sind
- die Kratzer, die man bei kreisendem Schmirgeln erzeugt,
- die Bewegung der Hand eines Drehorgelspielers,
- näherungsweise die Bewegung einer Pleuelstange (zusätzlich kleines Hin- und Herdrehen)
- die Bewegung der Erde um ihren mit dem Mond gemeinsamen Schwerpunkt (Baryzentrum) (siehe Gezeiten).